# Hargitai Gusztáv
Hargitai Gusztáv (Győr, 1913. január 11. – 2006. április 18.) festő, tanár, iskolaigazgató. 

## Gyermekkor
Tanulmányait a Skultéty Magániskolában kezdte. Már itt megmutatkozott kézügyessége. A Czuczor Gergely Bencés Gimnáziumba kerülve Medvei Lajos rajztanár foglalkozott vele. Meg is lett az eredménye: egy diáktársával országos rajzpályázaton díjazott lett. A gimnázium után tanárképzőbe iratkozott, ahol Békéssy Leó lett a rajztanára. Utolsó iskolája a Képzőművészeti Főiskola volt.

## Katonai pályafutása
1935-ben lett katona, de 1937 leszerelt. 1944-ben behívót kapott, és még ez év december 17-én fogságba került. Innen csak a második világháború után három évvel szabadult. 

## Tanárként
A Főiskola befejezése után a Skultéty Magániskolában kapott állást. 1952-ben orosz tanári diplomát szerzett, három évvel később iskolaigazgatónak nevezték ki Felpécen. 1959-ben áthelyezték Nyúlra, ahol a művelődési házat is vezette. 1970-ben kulturális munkájáért miniszteri dicséretben részesült. 

## Művei
- Ifjú forradalmár
- Tájkép

## Elismerései
- Nyúl község díszpolgára (2005)

## Emlékezete
2005-ben róla nevezték el a felpéci művelődési házat.